# Guerra Civil espanyola al País Basc

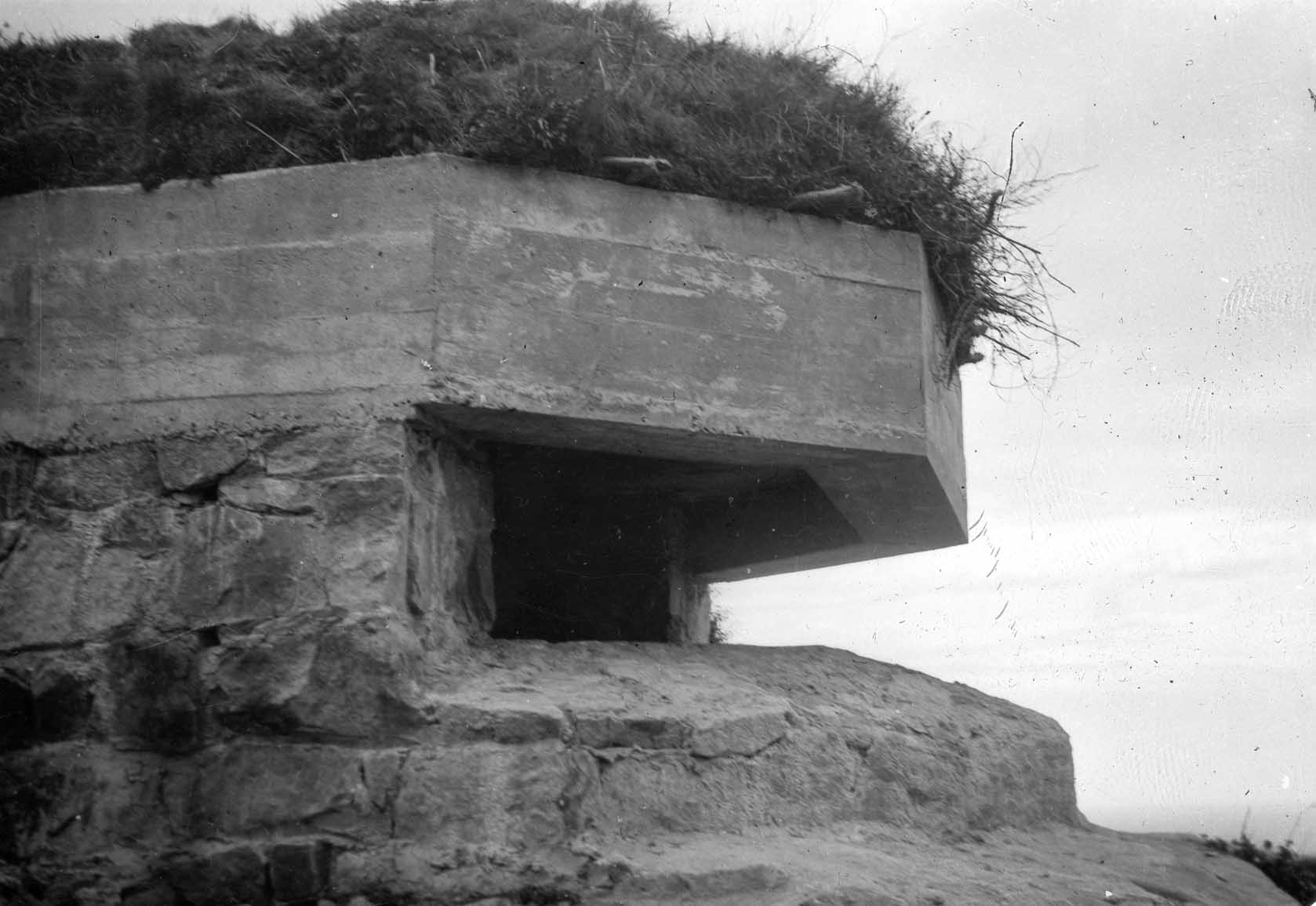
Niu de metralladores del Cinturó de Ferro de Bilbao, a les penyes de Santa Marina (1937).

La Guerra Civil espanyola al País Basc va transcórrer des del 18 de juliol de 1936, quan es produeix l'intent de cop d'estat de l'exèrcit i recolzat per les forces de l'espectre polític de la dreta, fins al juliol de 1937 en el qual tot el territori del País Basc està sota domini de les tropes revoltades.
Es calcula que, a les províncies basques, la guerra civil va deixar 50.000 morts, 10.000 presoners i 150.000 exiliats. A Navarra, província que va recolzar l'aixecament, va haver-hi uns 3.000 afusellats.

## Antecedents
Espanya es va convertir el 1931 en República (la primera població a proclamar-la va ser la d'Eibar, a Guipúscoa), i molt ràpid Catalunya (un altre territori espanyol en el qual també ha existit un moviment nacionalista fort) va obtenir el seu autogovern. No obstant això, els bascos van haver d'esperar fins a ja començada la Guerra Civil espanyola per obtenir el seu primer Estatut.
Després de l'alçament el 1936 de part de l'exèrcit recolzat pels partits de l'espectre polític de la dreta, s'inicia la guerra civil i els territoris bascos i navarresos van quedar dividits entre els dos bàndols: Àlaba i Navarra romanen adscrites als insurgents i Guipúscoa i Biscaia fidels a la legalitat republicana, per la qual cosa va haver-hi bascos en els dos bàndols de la Guerra Civil, encara que la majoria de la població (Biscaia) va romandre lleial a la República.
Els alçats esperaven que el PNB, pel seu tarannà conservador i cristià, s'unís a ells, cosa que no va succeir, tot i que aquesta possibilitat va ser valorada fins a l'últim moment en el si del partit. A Biscaia i Guipúscoa, el PNB es declara partidari de la República, mentre que a Navarra i Àlaba hi ha postures oposades, des de declaracions de neutralitat en el conflicte, fins a adhesions més o menys forçades a l'alçament, com l'atribuïda a Arturo Campión al Diario de Navarra després de la presa de Sant Sebastià per les columnes navarreses o les exigides a Javier de Landáburu a Àlaba. El fet és que, fins al 18 d'agost, un mes després de la revolta, Mola no ordena la dissolució de tots els organismes nacionalistes bascos.
La tardor de 1936, 15 sacerdots bascos havien estat executats pels nacionals per incitar a la rebel·lió.

## País Basc

Principals línies d'avanç de l'exèrcit revoltat en el Front Nord entre març i setembre de 1937.

A Biscaia no va haver-hi alçament, i a Guipúscoa, després d'un tímid intent d'alçament, est va ser sufocat per les forces del Front Popular.
A Àlaba no va haver-hi oposició als revoltats contra la República. L'única acció de guerra destacable va ser l'ofensiva de Villareal.
El PNB, que havia aconseguit la presidència lehendakaritza, del Gabinet basc, constituït a conseqüència de l'autogovern de l'estatut de 1936, va crear els batallons coneguts com a "Eusko Gudarostea" que va ajuntar als batallons integrats per les milícies dels altres partits fidels a la República. Esquerrans de Biscaia i Guipúscoa es van sumar a les forces regulars que havien mantingut la seva fidelitat al Govern republicà, per a la defensa del territori sota la seva jurisdicció.

### Guipúscoa
.

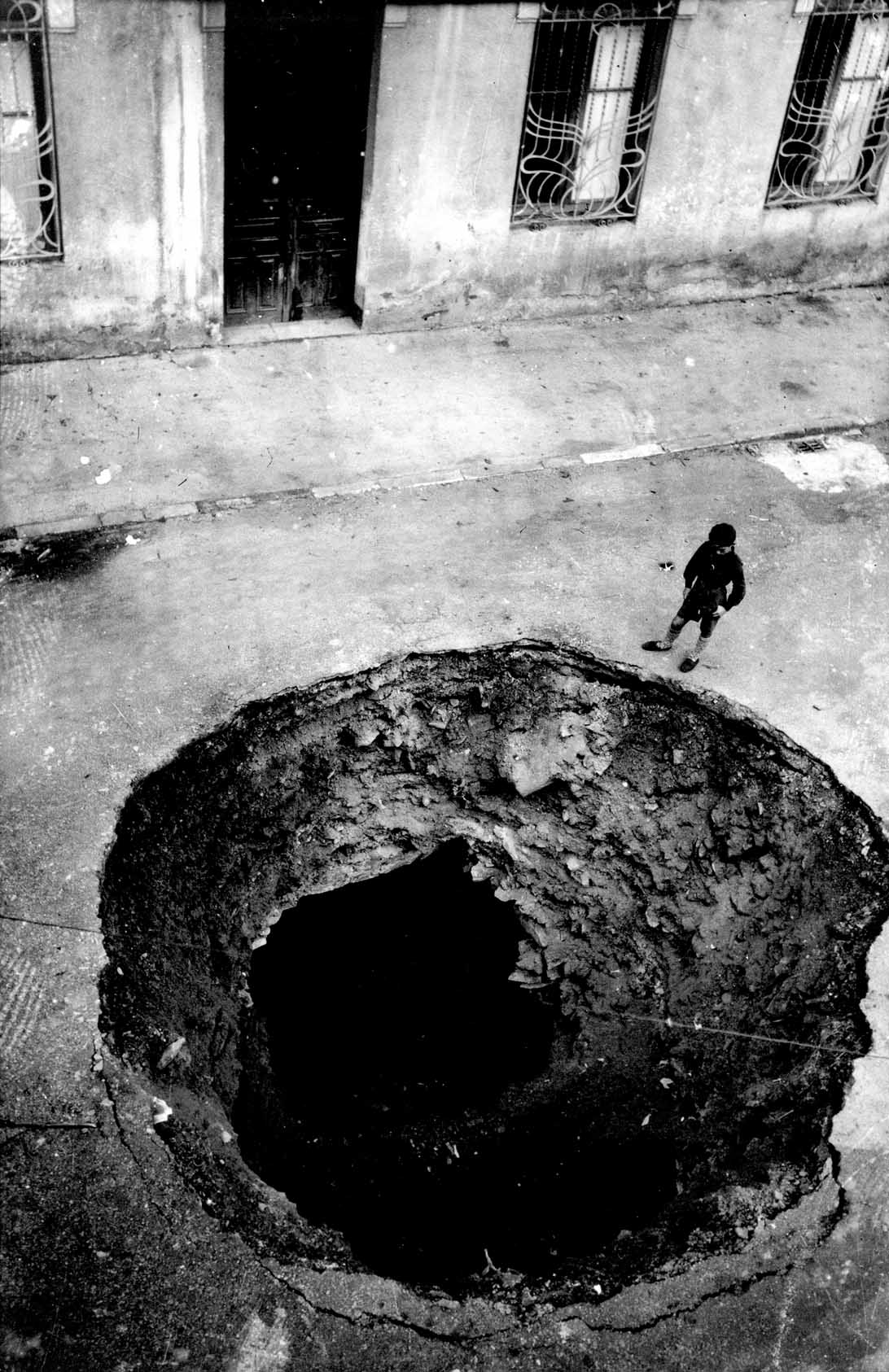
Forat provocat per la bomba que va impactar en un dels carrers d'Eibar i que va provocar la mort de 60 persones

Les tropes de guarnició de Sant Sebastià es revolten, però l'alçament és aixafat per milícies socialistes, moltes d'elles arribades des d'Eibar, i anarquistes, recolzades per la Guàrdia Civil. Els dirigents del PNB van actuar com a mediadors, convencent als caps revoltats perquè es rendissin i no lluitessin fins a la mort (fins a agost de 1936 el Partit Nacionalista Basc no es va definir oficialment de quin costat estava). Els carrers de Sant Sebastià i Irun estaven dominades per milícies socialistes i anarquistes, que detenen i afusellen a catòlics i conservadors no nacionalistes. Va haver-hi matances a les presons d'Ondarreta (Sant Sebastià), Guadalupe (Hondarribia) i Tolosa. Les milícies nacionalistes no van poder impedir aquests excessos.
En la primera setmana de la rebel·lió s'organitzen a Navarra vuit columnes, de majoria requeté, amb unitats de falangistes i de l'exèrcit regular, que avancen cap a Guipúscoa i la van prenent sumant al seu pas a les columnes tradicionalistes a nombrosos carlistes guipuscoans.
El 5 d'agost, tres d'elles es dirigeixen a tallar la frontera amb França amb l'objectiu de prendre els llocs fronterers i aïllar d'aquesta forma a la República d'un dels seus punts de comunicació i entrada de subministraments.
El 26 d'agost arriben al castell de San Marcial, que prenen el 2 de setembre, després de rebre reforços de la legió i suport aeri.
El 5 de setembre prenen Irun, tallant la frontera amb França. En la seva retirada, les milícies populars han deixat Irun gairebé en ruïnes.
Les altres cinc columnes navarreses ocupen el 13 de setembre Sant Sebastià sense trobar resistència. Sant Sebastià havia estat evacuat el dia anterior. Les tropes carlistes es reagrupen i avancen cap a Biscaia, arribant el 22 de setembre al riu Deba. Fins a aquest moment, la lluita a Guipúscoa ha estat duta a terme per les milícies revolucionàries, amb molt poca intervenció de les del PNB.
El 29 de setembre, les tropes de Mola ataquen en el front occidental de Guipúscoa, però les milícies lleials a la República resisteixen. El 12 d'octubre Mola ordena cessar l'avanç i el front s'estabilitza, amb gairebé tota Guipúscoa en mans dels revoltats. D'aquesta forma al setembre de 1936 les tropes feixista havien pres la pràctica totalitat de Guipúscoa. La línia del front es deté just entre la demarcació fronterera entre Guipúscoa i Biscaia. A la costa la localitat biscaina d'Ondarroa és presa pels rebels mentre que als seus afores s'organitza la resistència, Berriatua és republicana i la línia del front s'estén per l'alt de Kalamendi, Kalamua i Akondia, deixant Eibar en el fons de la vall del riu Ego defensant la república, on havia nascut cinc anys abans. El front segueix cap a Elgeta i s'estén, com a marcat, pel Camí dels Tendals que uneix la vila d'Elgeta amb el port de Kanpazar sobre Bergara i l'Udalaitz sobre Arrasate, ambdues poblacions en mans dels feixistes. A l'altre costat dels cims dels Intxortas s'amaga Elorrio on el comandament republicà té una caserna general per a la defensa d'aquesta part de la línia de foc. De l'inexpugnable Udalaitz, pels alts de Memaia i el Besaide, segueix cap al colat de Zabalandi, Urkiola i el Saibi.

### Biscaia
Després de les eleccions de febrer de 1936, els requetés de Durango fan pràctiques de guerrilla a Urkiola i es preparen per al cop d'estat del 18 de juliol.
Les forces militars es mantenen lleials a la República. S'organitzen unes Juntes de Defensa, i el 23 de juliol es comencen a formar grups de guàrdies voluntaris del PNB. El 29 de juliol el PNB fa una crida per a guàrdies voluntaris i el 5 d'agost el Bizkai Buru Batzar organitza una desfilada de milícies del PNB a Bilbao.
Durant els tres primers mesos de guerra són saquejades i destruïdes diverses esglésies a Biscaia i Guipúscoa, i són assassinats aproximadament 50 sacerdots. El PNB, al no disposar de forces organitzades, no aconsegueix parar aquestes atrocitats.
A la fi de setembre de 1936, el PNB biscaí dubta cada vegada més sobre el seu suport a la República. Els assassinats en massa del 25 de setembre en els bucs presó Altuna-Mendi i Cabo Quilates influeixen negativament en la moral nacionalista. Els dirigents del PNB intenten contactar, sense èxit, amb diplomàtics anglesos, perquè Anglaterra recolzi un règim autònom independent. Coneixedora de la situació, la República aprova a València l'Estatut d'Autonomia basc l'1 d'octubre. A més, en una decisió probablement fatal per al curs de la guerra, ja que deixa l'Estret en mans de Franco, el 24 de setembre decideix enviar l'esquadra que estava bloquejant l'Estret de Gibraltar al Mar Cantàbric, entrant l'esquadra a Bilbao on roman 20 dies. En aquests dies es rep a Bilbao un buc rus amb armes, mercè la qual cosa l'esperit de resistència biscaí s'enforteix.
El setembre del 1936, el front està estabilitzat pràcticament a la frontera amb Guipúscoa.
En la costa, la localitat d'Ondarroa està en mans feixistes, situant-se la línia del front pel barri d'Astarrika i deixant Berriatua en la part republicana.
Les muntanyes de Kalamua i Akondia sobre les localitats d'Eibar i Markina-Xemein estan en mans dels lleials, mentre que Karakate i els pobles que l'envolten, Elgoibar, Plentzia i tota la vall del Deba, estan sota el domini facciós. La línia marcada pels cims dels Intxortas i Udalaitz passant pel Besaide i Saibi es converteix en la línia del front.
Les tropes insurrectes intenten trencar diverses vegades el front per Elgeta atacant els Intxortas, en l'anomenat camí dels tendals, i són rebutjades. Es produeixen diversos atacs durant el període hivernal per tota la línia del front, que són rebutjats pels defensors republicans. Destaquen els produïts a la muntanya Saibi on la cruesa dels mateixos va produir moltes baixes en tots dos bàndols. Mentre que pel dia i amb ajuda de l'aviació els feixistes conquistaven la posició, aquesta era recuperada a les nits pels defensors republicans.
La defensa del front estava encomanada als diferents grups de tropes lleials a la República: els Intxortas estaven defensats pels gudaris del PNB, el front de Kalamua pels milicians socialistes del PSOE eibatarra l'alt d'Udalaitz pels sindicalistes de la CNT, el port de Kampazar pels Germans Proletaris... i així s'anava distribuint la defensa de la línia del front. A aquesta organització molt deficitària en eficàcia, s'oposava un exèrcit regular i professionalitzat, ben ensinistrat i amb una jerarquia rígida. La part lleial mancava de tots els subministraments imaginables, tant en aliments i intendència com en munició i recanvis.
El nou estatut aprovat a València seria conegut com l'Estatut d'Elgeta, per haver estat aprovat quan les tropes revoltades arriben a aquesta població. Aguirre és nomenat lehendakari i jura el seu càrrec el 7 d'octubre davant l'arbre de Gernika. Els joves gudaris que participaven en l'acte van cridar Estatut no, Autonomia sí. Luis Arana Goiri abandona aquest dia el PNB en mostra de disconformitat, però demanant als altres militants que no ho fessin.
Una de les mesures que pren el nou Govern basc és dissoldre totes les forces de seguretat existents i reemplaçar-les per l'Ertzaintza. Aconsegueix millorar l'ordre públic i, excepte alguna excepció, acabar amb les execucions polítiques. L'atrocitat més destacable que no va poder evitar va ser l'assassinat en massa de 224 presos polítics a la Presó de Larrinaga del 4 de gener de 1937, efectuat per un batalló de milicians socialistes amotinats. La matança va ser aturada pels gudaris, salvant la vida a més de 100 presoners. El Govern basc va ordenar jutjar als responsables, amb el resultat de 6 afusellaments. Arran d'aquest assalt, es van retirar vuit batallons de gudaris del front, per assegurar l'ordre públic a Bilbao.
El 5 d'octubre s'inicia la construcció del Cinturó de Ferro de Bilbao. Tan sols un mes després, és arrestat i afusellat el sotsdirector del projecte, per haver intentat contactar amb els nacionals.
El 16 d'octubre, el Govern basc crida a files quatre lleves de reclutes. A mitjan octubre arriba a Bilbao un vaixell amb avions i pilots, canons, metralladores i un altre armament. I el 26 d'octubre Aguirre declara que totes les forces basques estan sota l'autoritat superior del Consell de Defensa d'Euskadi, que ell presideix, assenyalant que són independents de l'exèrcit republicà. El 7 de novembre es crea l'Estat Major de l'Exèrcit basc. El 20 de novembre disposa de 27 batallons d'infanteria (uns 25.000 homes) sense entrenament, que formen un exèrcit de maniobres, que se sumen als 10.000 o 12.000 voluntaris de milícies que estaven mantenint el front, que seguia molt poc actiu.
Com els revoltats estan concentrant el seu esforç sobre Madrid, el Govern republicà demana als bascos que trenquin el front, per la qual cosa s'organitza l'ofensiva de Villareal. Participen en la mateixa 29 batallons, recolzats per 5 companyies d'Enginyers, 25 canons i 8 carros blindats. Comença el 30 de novembre, però, a causa de la falta de preparació dels atacants, es converteix en una sèrie d'atacs *descoordinados sobre la posició de *Villareal, defensada per carlistes. Franco envia reforços a Villareal i, el 12 de desembre, les forces atacants es retiren, havent sofert uns 1.000 morts.
El Govern republicà decideix que el 24 de novembre, totes les tropes del nord havien d'integrar-se en l'Exèrcit del Nord, sota el comandament de Francisco Llano de la Encomienda, que estableix la seva caserna general a Bilbao. Aquesta unificació només es fa sobre el paper, ja que Aguirre no l'accepta. Rebutja el sistema de comissaris polítics i es queixa que l'Estat Major de l'Exèrcit del Nord estigui format per gent de poca formació militar i de tendències comunistes. El gener de 1937 escriu a Pla que fins que el Govern basc no aprovi la nova organització de totes les seves forces... situades en territori basc, romandran sota l'exclusiva jurisdicció del Govern basc. Pla deixa Bilbao al febrer de 1937 i s'instal·la a Santander.
Al febrer de 1937, set batallons bascos acudeixen en suport del front d'Astúries, en l'atac a Oviedo.
En arribar la primavera, Mola decideix iniciar l'assalt a Biscaia amb quatre brigades de requeté navarreses (uns 28.000 homes), entre els quals hi ha 10 batallons de bascos d'Àlaba i Guipúscoa, molts carlistes navarresos i tropes de la resta d'Espanya. Comença l'ofensiva el 31 de maig amb suport aeri (140 avions, dels quals 65 són de la Legió Còndor i suport artiller (amb 7 bateries italianes).
Els soldats feixistes travessen les línies republicanes per l'alt de Zabalandi i s'estenen per l'altures de la vall d'Arrazola, però l'orografia del terreny impedeix un avanç ràpid. A causa del mal temps que impedeix el suport aeri, el 7 d'abril se suspèn temporalment l'ofensiva. El 13 d'abril, l'exèrcit basc contraataca i recupera algunes posicions. Aviat cauria l'indisputable Udalaitz i els Intxortas haurien de ser abandonats. Era l'ofensiva que acabaria amb la presa Bilbao i la seva indústria, després que les seves defenses fossin abatudes fàcilment en tenir-n'hi la informació que Alejandro Goicoechea havia passat als revoltats.

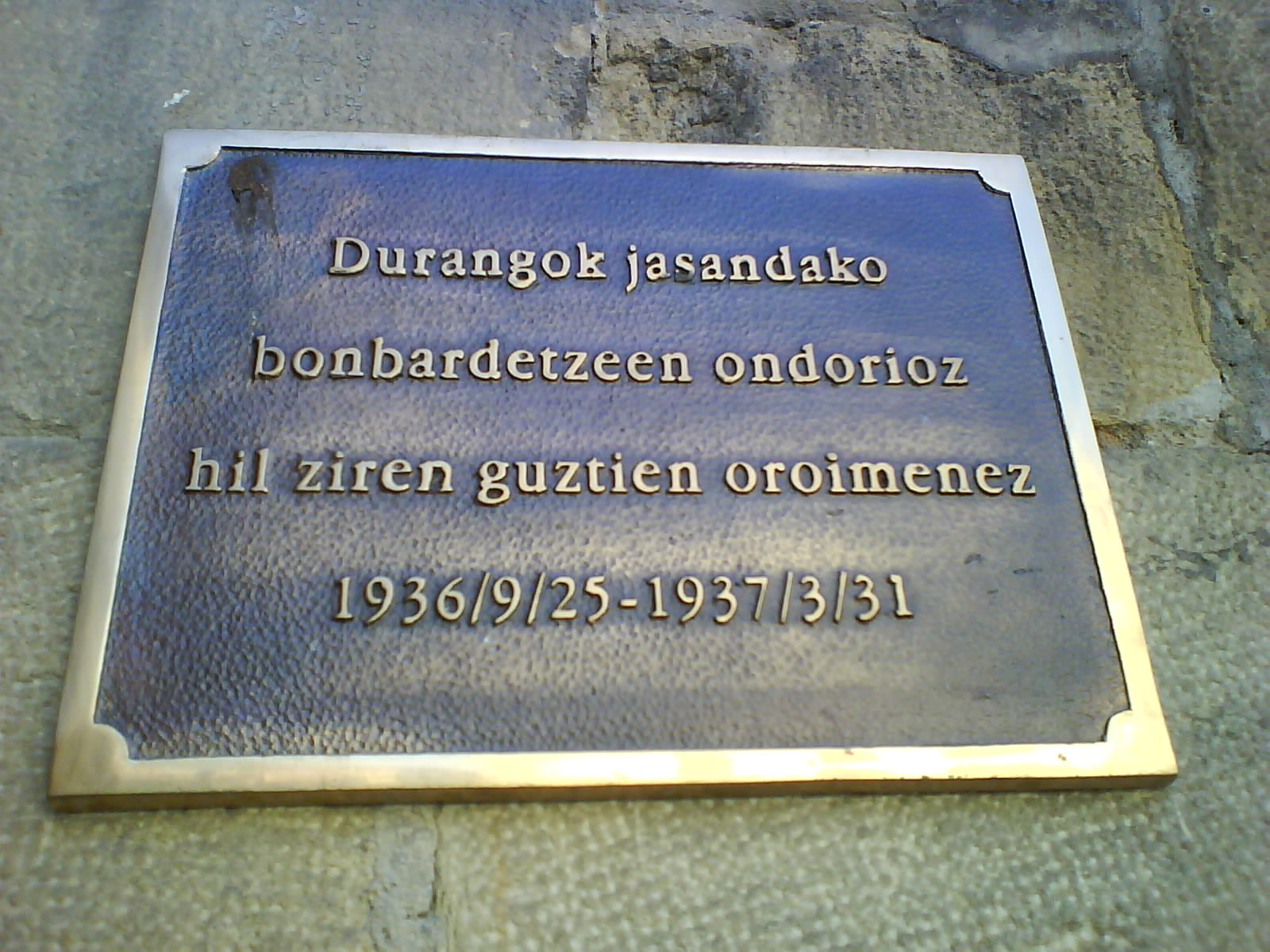
Placa "en record de tots els que van morir en el bombardeig de Durango 25-9-1936 31-3-1937".

Durango és bombardejat el 31 de març, i aviat entren els feixistes. Eibar cau a l'abril. Gernika sofreix un bombardeig encara més brutal que Durango, bombardeig que va assolir la fama pels reportatges d'un periodista anglès i el famós quadre que Pablo Picasso va realitzar per encàrrec del Govern republicà per a l'Exposició Internacional de País inspirat en aquesta barbàrie.
El 26 d'abril es comet una de les grans atrocitats de la guerra, com va ser el Bombardeig de Guernica, per l'aviació alemanya que ajudava a Franco, destruint gairebé tota la ciutat. Gernika tenia una importància simbòlica més que militar, perquè en aquesta ciutat és on es troba l'arbre, que és el símbol de la llibertat foral i que paradoxalment va quedar a resguard de les bombes i a l'ombra de les quals van fer guàrdia els requetés navarresos que lluitaven amb els insurrectes.
El 8 de maig arriben a Bilbao 45 caces dels 50 enviats per la República. Però la falta d'aeroports ben defensats i la poca experiència de les tripulacions fan que gairebé tots els avions resultin destruïts.
El 5 de maig Aguirre pren el comandament de totes les operacions militars basques. Ordena mobilitzar tots els homes que puguin empunyar armes o fer treballs de fortificació, arribant a disposar de 70.000 soldats, però només sobre el paper, ja que no disposa d'armes per a tots. S'incorporen diversos batallons de santanderins i asturians, que no són ben vists pels nadius, a causa de la seva violència i extremisme.
A la fi de maig, les tropes navarreses estan en els límits del Cinturó de Ferro, que només estava completat al 40%. Els revoltats tenien informació dels seus punts febles, ja que Alejandro Goicoechea s'havia passat a les seves files.
A primers de juny, la República envia a Bilbao Mariano Gamir Ulibarri, militar professional, basc i no identificat amb cap partit polític, recomanant Aguirre que li cedeixi el comandament militar. Aguirre accepta i Gamir disposa d'uns 40.000 homes per continuar la guerra. L'11 de juny, els nacionals comencen l'assalt al Cinturó de Ferro, que és sobrepassat al cap de 36 hores i amb 500 baixes. Ja proper a caure Bilbao, Aguirre rep informació que Gamir té ordres de destruir la indústria bilbaïna si no pot defensar Bilbao. Coneixent els antecedents d'Irun i els enfrontaments entre la milícies del PNB i les socialistes i anarquistes a Sant Sebastià per evitar la seva destrucció, declara la seva intenció d'impedir-ho, per la qual cosa disposa als gudaris per bloquejar els intents de sabotatge i allibera 2.000 presos polítics, que són escortats per gudaris de confiança fins a les línies franquistes. Va haver-hi enfrontaments armats entre batallons del PNB i batallons asturians, que volien incendiar Deusto.
L'armada republicana, molt escassa, es va reforçar amb bous artillats, vaixells de pesca preparats i armats, que va organitzar el Govern Basc. Aquests petits vaixells van protagonitzar la batalla del Cap Matxitxako on es van enfrontar al creuer Canarias, un dels més rellevants de l'armada rebel. Cal dir que el bessó del Canàries, el Baleares que es va enfonsar en la contesa, tenia una tripulació majoritàriament basca, en concret d'Ondarroa.
El 19 de juny cau Bilbao, quedant gairebé tota Biscaia en mans de Franco. Uns 20.000 gudaris es retiren cap a Cantàbria. A mitjans d'agost ja només queden 6.000. No és clar si la resta va desertar o es van passar a les tropes franquistes.
En rebre ordres de l'Exèrcit Republicà de retirar-se cap a Astúries, els batallons bascos de Santoña i Laredo es van revoltar, van prendre Santoña i van alliberar a 2.500 presos polítics del seu penal. El comandant local basc va proclamar la República de Euzkadi. Dos oficials bascos van passar la línia del front i es van entrevistar amb els italians per negociar la rendició, resultant el que es coneix com a Pacte de Santoña. Finalment l'acord no va fructificar, en negar-se Franco a reconèixer-lo, la qual cosa va provocar l'afusellament de més de 300 dels seus membres, mentre que els batallons composts de milicians afins a altres formacions polítiques seguien lluitant en el front asturià, començant un dels períodes més difícils de la història per als nacionalistes a Espanya.
En menys d'un any des de la insurrecció contra la legalitat republicana, tot el País Basc va quedar en poder dels insurrectes. En l'estiu de 1937 ja s'estava començant a aixecar els ponts de Bilbao que havien estat volats pels defensors de la vila en un esforç per retardar la presa de la ciutat i la important zona industrial i minera de la qual era clau.
Pocs dies després de prendre Bilbao, Franco va abolir els furs de Biscaia i Guipúscoa en considerar-les «províncies traïdores», per no haver-se sumat a l'alçament, mentre que Àlaba i Navarra van conservar els seus privilegis i van seguir tenint les seves petites policies autonòmiques i certa autonomia fiscal.

## Navarra
Els carlins es van posicionar a Navarra del costat de les tropes insurgents del general Emilio Mola. És ocupada militarment per les forces rebels, recolzades per 8.400 carlins. En la proclamació de l'estat de guerra, Mola promet mantenir els furs, i el PNB navarrès llança un manifest en el qual diu que no s'ha unit ni s'uneix al Govern en la seva lluita actual. Diversos consells locals nacionalistes proclamen el seu suport a la revolta i s'autodissolen.
Es va produir immediatament una repressió que va causar unes 3.000 morts a més d'altres represàlies (vegeu Víctimes de la Guerra Civil a Navarra). També es va produir la fuga del Castell de San Cristóbal amb sagnants conseqüències.